# سعدون عبود الخفاجي
الدكتور العميد أركان حرب سعدون عبود الخفاجي ضابط في الجيش العراقي السابق حاصل على شهادة الدكتوراه من كلية الحرب، ولد في عام 1954، وتخرج من الكلية العسكرية العراقية دورة (50) ومن كلية القيادة دورة(9)، ومن كلية الأركان العراقية دورة (50)، ويعتبر بطل من ابطال الحرب في الجيش العراقي.

## دراسته
- الكلية العسكرية دورة 50.
- كلية القيادة دورة 9.
- كلية الأركان دورة 51.
- كلية الحرب دورة 9.

## المناصب
- آمر فوج الثاني لواء المغاوير الأول.
- آمر فوج الأول لواء المغاوير الأول.
- مقدم اللواء 507
- ضابط .ر2.ح (ضابط ركن الثاني حركات) ف.ق (فرقة 19).
- آمر لواء 428 فرقة 25.
- آمر لواء 844 فرقة 41.
- آمر لواء المغاوير الأول الفيلق الرابع.
- رئيس اركان الفرقة 11
- رئيس اركان الفرقة 14
- رئيس اركان فرقة 34
- وكيل قائد فرقة 14
- ضابط الركن الاقدم للفيلق الرابع
- آمر مواقع في الفيلق الخامس